# في حضرة الغياب
في حضرة الغياب، أحد الكتب النثرية من مؤلفات الشاعر العربي الفلسطيني محمود درويش، صدرت في عام 2006، عن رياض الريس للكتب والنشر في بيروت، لبنان.